# ماکوتو سوگییاما
ماکوتو سوگییاما (انگلیسی: Makoto Sugiyama؛ زادهٔ ۱۷ مهٔ ۱۹۶۰) بازیکن فوتبال اهل ژاپن است.
از باشگاه‌هایی که در آن بازی کرده‌است می‌توان به باشگاه فوتبال کاشیما آنتلرز و باشگاه فوتبال یوکوهاما مارینوس اشاره کرد.